# Shalane McCall
Shalane McCall (* 16. September 1972 in North Hollywood, Los Angeles, Kalifornien) ist eine ehemalige US-amerikanische Schauspielerin.

## Karriere
Bereits mit acht Jahren begann Shalane McCall zu modeln. Schließlich wurde sie 1983 für die US-Fernsehserie Dallas entdeckt. Sie spielte bis 1988 Charlie Wade, die Tochter von Jenna Wade (Priscilla Presley). Danach zog sie sich von der Schauspielerei zurück.
Shalane McCall hat 1989 im Alter von 17 Jahren Trent Valladares geheiratet. Heute lebt sie in Kalifornien und arbeitet in einer Bücherei.

## Filmografie (Auswahl)
- 1982: Silver Spoons
- 1983–1988: Dallas
- 1988: Mein lieber Biber

## Auszeichnungen
- 1984 und 1985 gewann sie den Soap Opera Digest Award.
- 1985 gewann sie den Young Artist Award.